# 김경오
김경오(金璟梧, 1934년 5월 28일 ~ )는 대한민국의 공군 장교와 비행사를 지낸 전력이 있는 사회운동가, 사회기관단체인, 항공기관단체인, 정치인, 만화소설가, 수필가, 기업가, 항공기관단체인, 저술가이다.

## 생애

### 출생과 아호, 그리고 본관과 이력
본관(관향)은 수안(遂安)이며 평안북도 강계 출생이고 아호(雅號)는 영건(榮乾), 산남(山南), 산촌(山村), 창공(蒼空), 융녕(融寧), 강령(崗嶺)이다. 영어 교육가 겸 저술가 이보영의 어머니이다.
정치가 겸 대학 교수와 평론가로도 활약하였으며 대한민국의 극렬한 반일반공주의자(反日反共主義者)로도 명성이 자자한 그녀는 권기옥, 박경원, 이정희 등과 아울러 대한민국 여성 비행사 1세대 가운데 일원이라 일컬어진다.

### 학력
- 1947년 서울수송국민학교 졸업
- 1950년 서울 동덕여자중학교 졸업
- 1953년 서울 동덕여자고등학교 졸업
- 1953년 대한민국 국방부 여자배속장교훈련학교 졸업
- 1962년 미국 길퍼드 대학교 항공운항공학과 학사
- 1964년 대한민국 국방대학교 9기 행정학사

#### 명예 학사 학위
- 1992년 대한민국 공군사관학교 명예 문학사

#### 명예 박사 학위
- 1993년 한국항공대학교 명예 공학박사
- 1994년 동덕여자대학교 명예 철학박사

### 주요 경력
- 1950년 서울 동덕여자고등학교 입학(1950년 3월).
- 1950년 서울 동덕여고 재학 중 여고생 신분으로 대한민국 공군 소위 임관(1950년 10월 10일)하여 1953년까지 한국 전쟁에 3년간 참전.
- 1952년 대한민국 공군 중위 진급(1952년 3월 31일).
- 1953년 서울 동덕여자고등학교 졸업(1953년 2월).
- 1953년 한국 전쟁 종전을 목도(1953년 7월 27일).
- 1954년 대한민국 공군 대위 진급(1954년 3월 2일).
- 1957년 대한민국 공군 대위 예편(1957년 12월 3일).
- 1957년 국제여성비행사친선협회 상임위원(1957년 12월 15일).
- 1958년 국제여성비행사친선협회 전임위원(1958년 7월 23일).
- 1963년 미국으로부터 비행기(PIPERCOLT) 1대를 기증받음.
- 1964년 국제여성비행사친선협회 전임위원 직위 퇴임(1964년 3월 20일).
- 1964년 한국독립당 전임위원(1964년 3월 23일).
- 1965년 한국독립당 전임위원 직위 퇴임(1965년 1월 16일).
- 1965년 국제여성비행사친선협회 전임위원 직위 복직(1965년 1월 23일).
- 1965년 예비역 대한민국 육군 소령 출신 1년차였고 국방부 차관 비서실 차장 직위자였던 이병모(李丙模, 1932.5.27.~2017.1.13.)와 결혼(1965년 3월 15일).
- 1966년 대한민국·일본 여성 비행사 친선 교환 방문 단독 비행(대한민국 서울-일본 도쿄-대한민국 서울)
- 1969년 미국으로부터 비행기 1대를 또 기증받음(이 비행기는 4년 후 1973년 대한민국 정부에 기증.).
- 1969년 국제항공연맹 대표위원.
- 1970년 단편만화소설 《비행전사(飛行戰士)》를 발표하여 문단에 등단(유일한 그녀의 문학 작품.).
- 1971년 대한민국 교통부 특임행정촉탁위원 겸직.
- 1972년 대한민국 교통부 특임행정촉탁위원 직위 퇴임.
- 1973년 국제여성비행사친선협회 대표위원.
- 1983년 소련 KAL기 폭파 사건 직후 국제항공연맹상임이사국 회의 1차 참석.
- 1984년 국제항공연맹상임이사국 회의 2차 참석.
- 1984년 국제항공연맹상임이사국 회의 3차 참석하여 만장일치로 소련 규탄 성명에 성공.
- 1985년 국제항공연맹 최고위원.
- 1985년 국제존타 서울클럽 회장.
- 1985년 한성로타리클럽 회장(테너 성악가 겸 작곡가 금수현 회장의 후임 회장.)
- 1986년 한성로타리클럽 회장 직위 퇴임.
- 1986년 인하대학교 초빙교수(1987년 퇴임).
- 1987년 한국항공대학교 초빙교수(1988년 퇴임).
- 1988년 국제존타 서울클럽 회장 직위 퇴임.
- 1988년 한국여성단체협의회 의장.
- 1988년 사단법인 한국여성단체협의회 회장.
- 1988년 서울올림픽위원회 부위원장.
- 1989년 세계한민족체전 이사장(1996년 퇴임).
- 1990년 숙명여자대학교 전임강사(1991년 퇴임).
- 1996년 자유민주연합 부총재.
- 1996년 자유민주연합 부총재 직위 퇴임.
- 1999년 청주항공엑스포 조직위원장.
- 1999년 사단법인 대한민국항공회 총재 겸 이사장.
- 2000년 청주항공엑스포 조직위원장.
- 2000년 대통령배 항공스포츠대회 운영위원장(2002년 퇴임.).
- 2001년 민주평화통일정책자문회의 항공정책자문위원.
- 2001년 한국항공대학교 명예 재단 이사장.
- 2002년 민주평화통일정책자문회의 여성정책자문위원.
- 2002년 국제항공연맹 부총재.
- 2003년 민주평화통일정책자문회의 상임위원(2009년 퇴임.).
- 2008년 한국항공협회 명예총재 겸 명예 이사장.
- 2009년 대한민국항공회 명예총재 겸 명예 이사장.

## 작품

### 만화 소설
- 《비행전사(飛行戰士)》(1970년)

### 자서전
- 《나는 매일 하늘을 품는다》(2022년)

## 가족 관계
- 배우자: 이병모(李丙模, 1932년 5월 27일 일제 강점기 경기도 용인군 내사면 평창리 출생 ~ 2017년 1월 13일(84세) 대한민국 경기도 성남에서 별세, 육사 11기 및 예비역 육군 소령 출신. 前 동신유리 명예회장.[3])
  - 장녀: 이보령(李寶寧, 1966년 4월 29일(58세) 서울 출생. 영어교육저술가. 방송교육인, ShakeNSpeak 및 (주)미소아 대표이사, EBS FM Easy English 집필 및 진행, 전 이화여대 외국어교육특수대학원 부원장 및 TESOL 대학원 조교수, 현 한국응용언어학회 이사, 한국중등영어교육학회 부회장.
  - 차녀: 이지령(李芝寧, 1969년 7월 31일(55세) 서울 출생.) 재미 작가.